# Hugo Steinhaus
Hugo Steinhaus   (Jasło, 14 de gener de 1887 - Breslau, 25 de febrer de 1972) va ser un matemàtic polonès especialitzat en anàlisi funcional i que va ser molt conegut per liderar l'Escola Matemàtica de Lwow entre les dues guerres mundials.

## Vida
Hugo Steinhaus va néixer a Jaslo, regió de Galítsia, avui Polònia i que, quan ell va néixer, pertanyia a l'Imperi Austrohongarès. Va educar-se dins d'una família jueva molt il·lustrada, tot i que ell no va ser gens religiós.
L'any 1905, després de completar els estudis secundaris, va començar els estudis a la Universitat de Lwow, però només hi va estar un any perquè es va traslladar a la Universitat de Göttingen. En aquell temps, Göttingen era el centre mundial de les Matemàtiques i Steinhaus va tenir ocasió d'estudiar amb grans professors com David Hilbert, Felix Klein, Edmund Landau, Felix Bernstein o Constantin Carathéodory. El 1911 va obtenir el doctorat sota la supervisió de David Hilbert.
Després de completar el doctorat, es va interessar en l'obra d'Henri Lebesgue, que va influenciar bona part del seu treball posterior. En començar la Primera Guerra Mundial, va servir un any a la Legió Polonesa i després va viure a Cracòvia on, accidentalment, el 1916, va conèixer el jove Stefan Banach que, posteriorment, es convertiria en el seu primer estudiant de doctorat.
Un temps després, Steinhaus va ser nomenat professor ajudant a la Universitat de Lwow i, cap a 1920, professor extraordinari. El període d'entreguerres va ser especialment important per Steinhaus i pel departament de matemàtiques de la Universitat de Lwow, que es va convertir en un centre molt reputat, sota el lideratge de Steinhaus. A part de Stefan Banach, molts altres matemàtics coneguts van obtenir el seu doctoral a Lwow en aquest temps com per exemple Stanislaw Ulam, Juliusz Schauder, Wladyslaw Orlicz o Mark Kac.
El 1938, quan ja es començaven a sentir els temps de guerra, la Universitat de Lwow va atorgar el doctorat honoris causa a Henri Lebesgue. Steinhaus va dir en aquesta ocasió que la seva carrera acadèmica devia ser important quan el seu primer doctorand havia sigut Stefan Banach i l'últim Henri Lebesgue.
L'esclat de la Segona Guerra Mundial el 1939 no va tenir gaire efecte a la Universitat de Lwow, ja que gràcies al Pacte Mólotov-Ribbentrop, Lwow va passar a mans russes, però al començar l'Operació Barbarroja el 1941 i ser envaïda per l'exèrcit nazi, va obligar que Steinhaus hagués d'amagar-se per la seva ascendència jueva. Va ser ajudat per la Resistència polonesa que li va proporcionar documentació falsa d'un guardaboscos mort uns dies abans de la invasió.
En finalitzar la guerra, Lwow va passar a la Unió Soviètica i Steinhaus, amb gairebé seixanta anys, va ser nomenat professor de la Universitat de Wrocław, l'antiga Breslau que d'alemanya va passar a ser polonesa. Aquí Steinhaus va tornar a construir un reconegut departament de matemàtiques com havia fet a Lwow trenta anys abans.

## Obra
- Neue Anwendungen des Dirichlet'schen Prinzips (Noves aplicacions del principi de Dirichlet) 1911. Tesi doctoral.
- Sur une série trigonométrique divergente (Sobre una sèrie trigonomètrica divergent) 1912
- Sur le développement de produit de deux fonctions en une série de Fourier 1913
- Czem jest, a czem nie jest matematyka (Què és i què no és la matemàtica) 1923
- Ćwiczenia z rachunku różniczkowego (Exercicis de càlcul) 1930
- Theorie der Orthogonalreihen (Teoria de l'ortogonal) 1935
- Kalejdoskop matematyczny (Calidoscopi de Matemàtiques). 1938
- Mathematical Snapshots (Instantànies Matemàtiques). 1951
- Orzeł czy reszka? (Cara o Creu?). 1953
- Elementy nowoczesnej matematyki dla inżynierów (Elements de matemàtica moderna per enginyers). 1964

També s'ha publicat en polonès una mena d'autobiografia incompleta:
- Wspomnienia (Records). Cracòvia, 1970

Recentment, Alfred Müsiggang ha editat les seves memòries en dos volums:
- Erinnerungen (Memòries). Neisse Verlag. Dresde, 2010. ISBN 978-3-940310-27-9 (1r Vol) ISBN 978-3-940310-28-6 (2n Vol)